# Puente Hardinge
El Puente Hardinge (en bengalí: হার্ডিঞ্জ ব্রিজ) es un puente ferroviario de acero sobre el río Padma situado en el oeste de Bangladés. Lleva el nombre de lord Hardinge, que fue el virrey de la India desde 1910 hasta 1916. El puente posee de 1,8 kilómetros (1,1 millas) de largo.
La construcción del puente comenzó en 1910, pero se propuso por lo menos 20 años antes. Tomó casi 2 años para que pudiera ser completado, y los trenes comenzaron a moverse en él en 1915.